# Maják Slettnes
Maják Slettnes (norsky: Slettnes fyr) je nejsevernějším majákem na evropské pevnině. Nachází se v obci Gamvik v kraji Finnmark v Norsku. Stojí na pobřeží Barentsova moře přibližně 3 kilometry severně od vesnice Gamvik na severním pobřeží mysu Nordkinn. Maják vysoký 39 metrů je jediným litinovým majákem v kraji Finnmark. Maják je od roku 1998 kulturní památkou.
Jedná se o nejvýchodnější ze tří majáků v oblasti Nordkapp (Slettnes, Kjølnes a Helnes). Maják Slettnes je nejsevernějším majákem, který stojí na pevnině Skandinávie a Evropy. Maják Fruholmen se nachází asi 500 metrů severněji na ostrově Ingøya.

## Historie
Tento maják byl postaven v letech 1903 až 1905.
Během druhé světové války byl silně poškozen německými jednotkami, ale po ukončení války byl obnoven. Architekti Gudolf Blakstad a Herman Munthe-Kaas navrhli nové budovy kolem majáku. Byly postaveny přízemní domy v kombinaci dřeva a betonu, dále byly postaveny dva domy, stodola, kůlna, loděnice se strojovnou, které tvoří přístav. Obnova byla dokončena v roce 1948. Maják vlastní Norská pobřežní správa (norsky: Kystverket) a řídí obec Gamvik jako turistické centrum a ve stanici je k dispozici nocleh. V roce 1998 byl maják zařazen do seznamu památek. Maják byl obydlen do roku 1973. V roce 2005 byl maják plně automatizován.
V roce 1922 byl u majáku postaven nautofon, který vydával signál každých třicet vteřin v mlze a za špatné viditelnosti. Nautofon vydával jeden až dva zvukové signály, které byly slyšitelné do vzdálenosti až šesti námořních mil (11 km). Nautofon byl používán až do roku 1985.

## Popis
Válcová litinová věž má výšku 39 metrů je červená s dvěma bílými horizontálními pásy s galerií a lucernou nahoře. V lucerně je instalována Fresnelova čočka. Maják je činný v roce od 12. srpna do 24. dubna. Během léta není činný kvůli bílým nocím. Maják byl elektrifikován v roce 1955 pomocí vlastního naftového diesel generátoru.

## Data
- výška věže 39 m[5]
- světelný zdroj 44 m n. m.
- záblesk (2,5 sekundy) bílého světla každých 20 s
- svítivost 1 706 000 cd

označení:
- Admiralty L4126
- ARLHS NOR-215
- NGA 14444

## Galerie

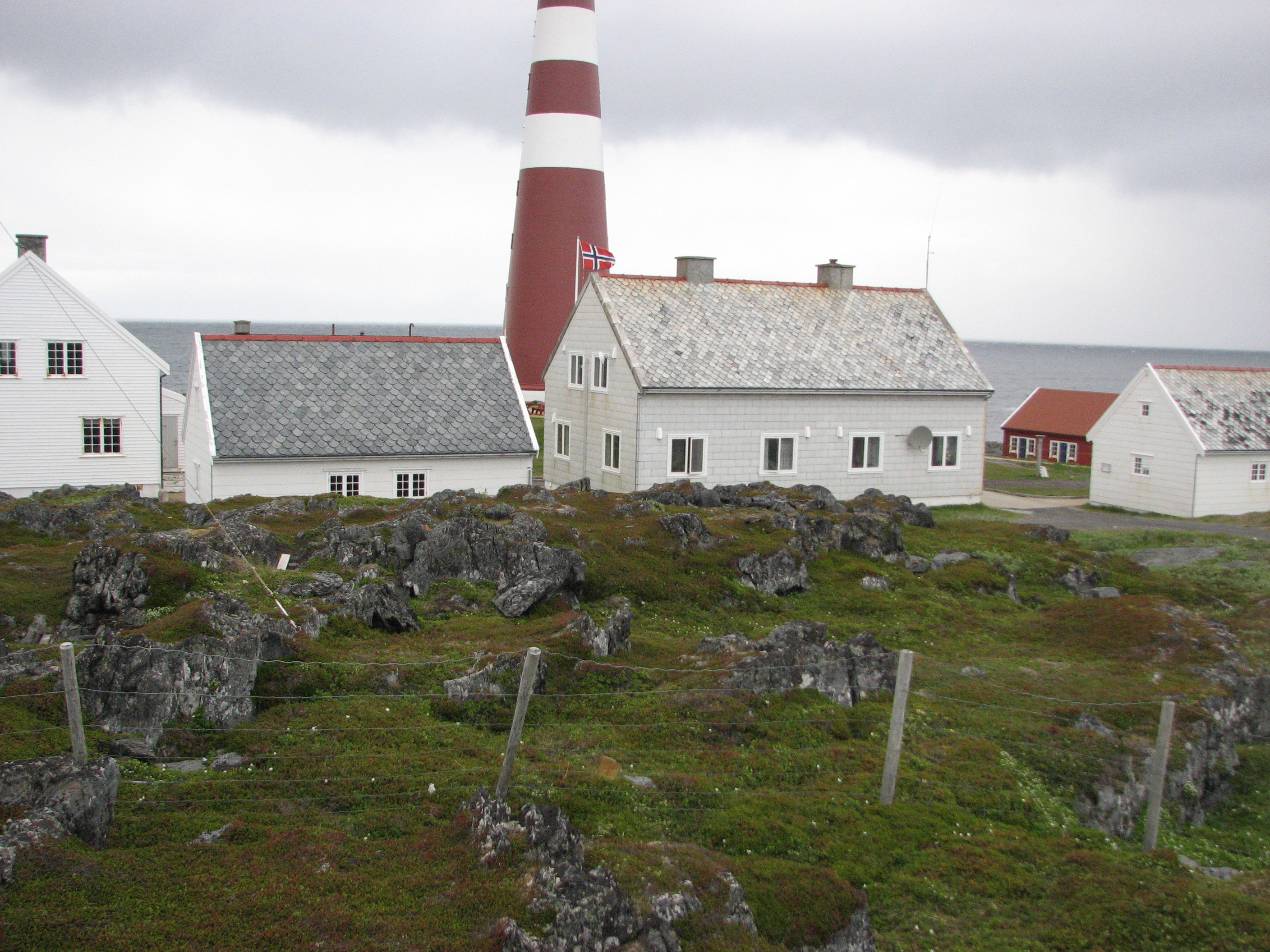
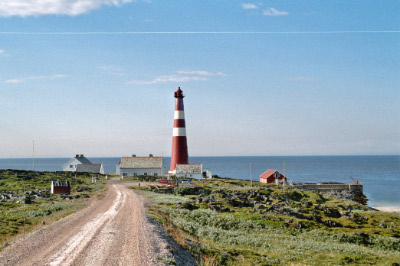
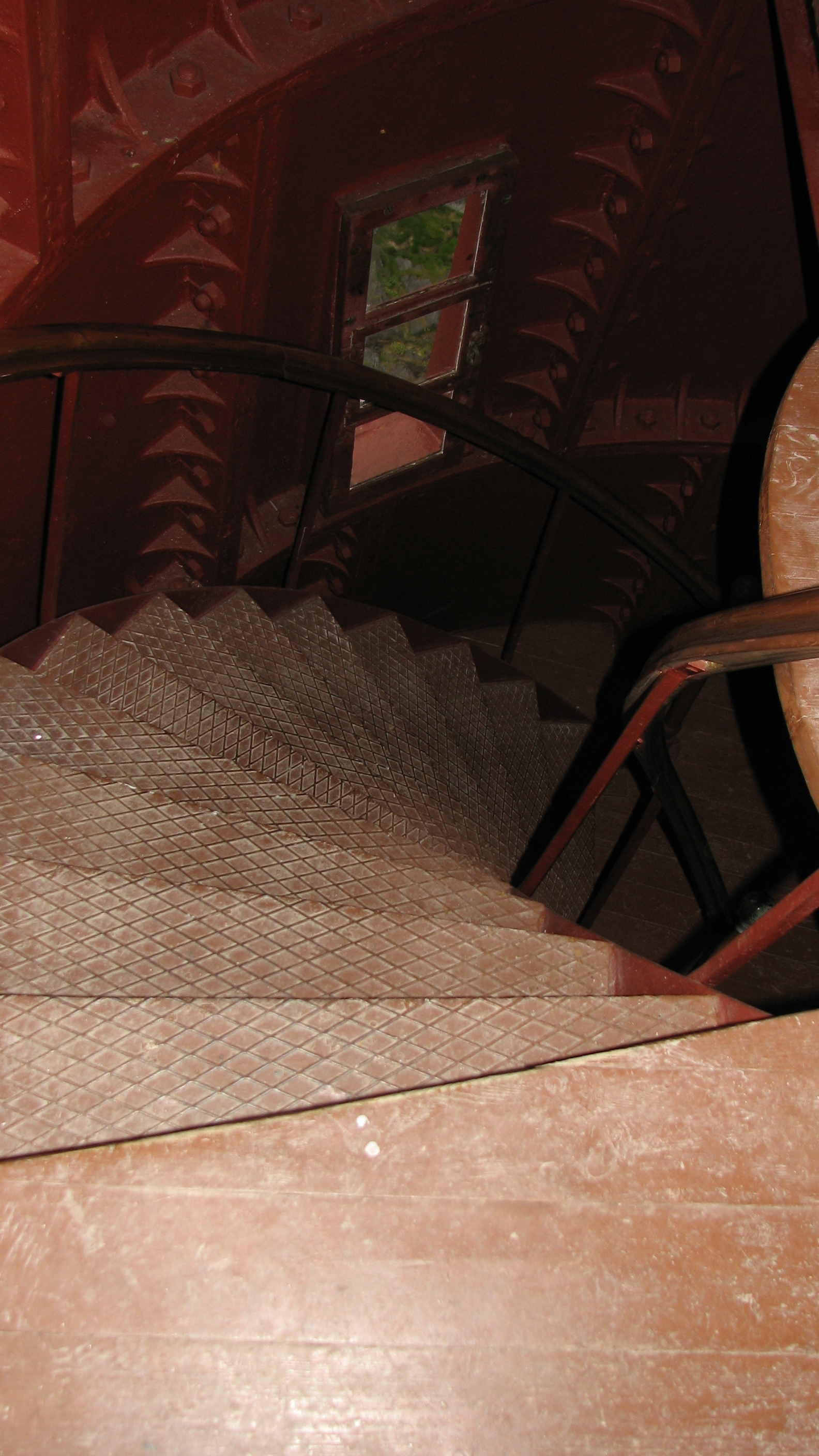
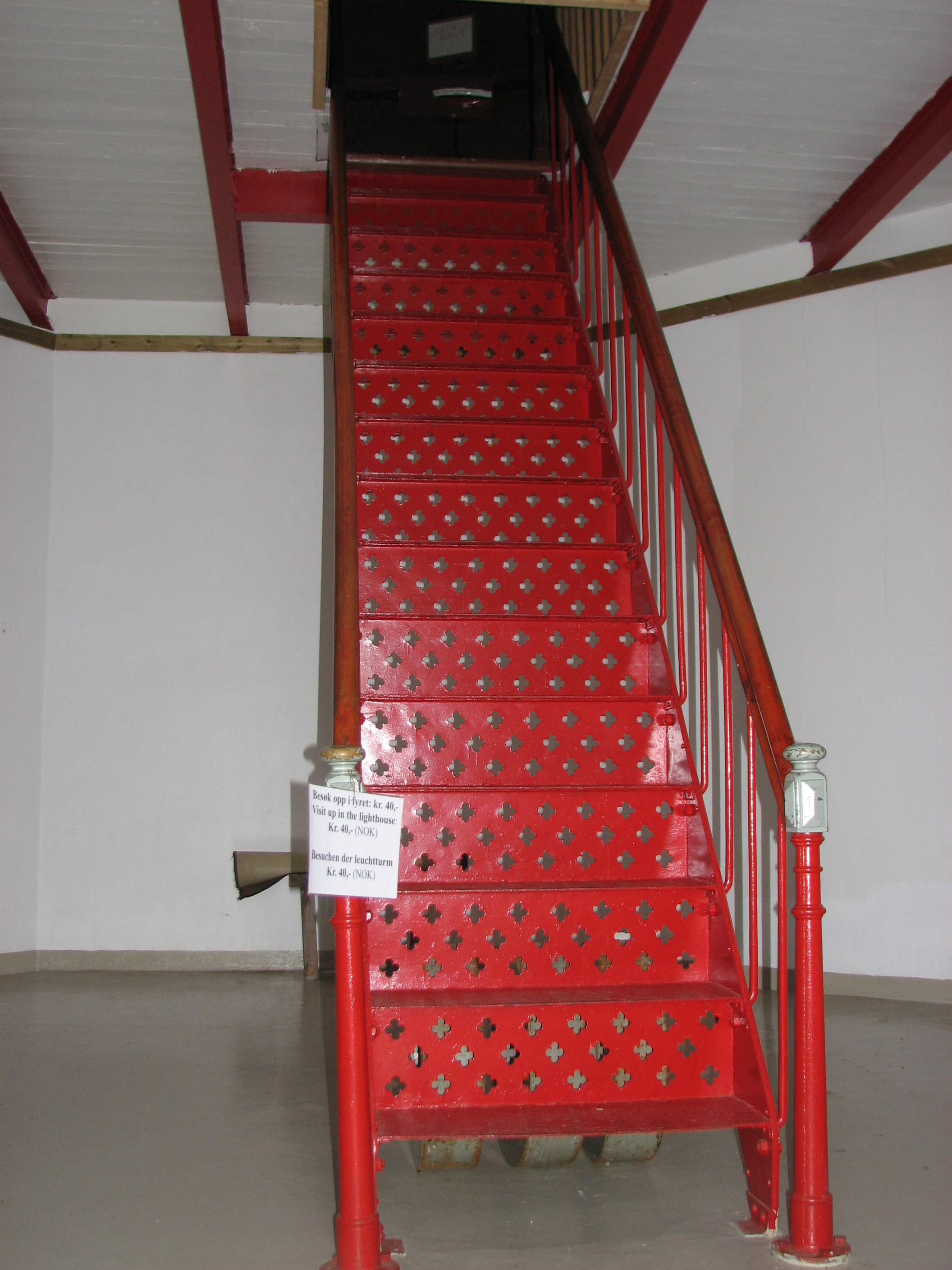
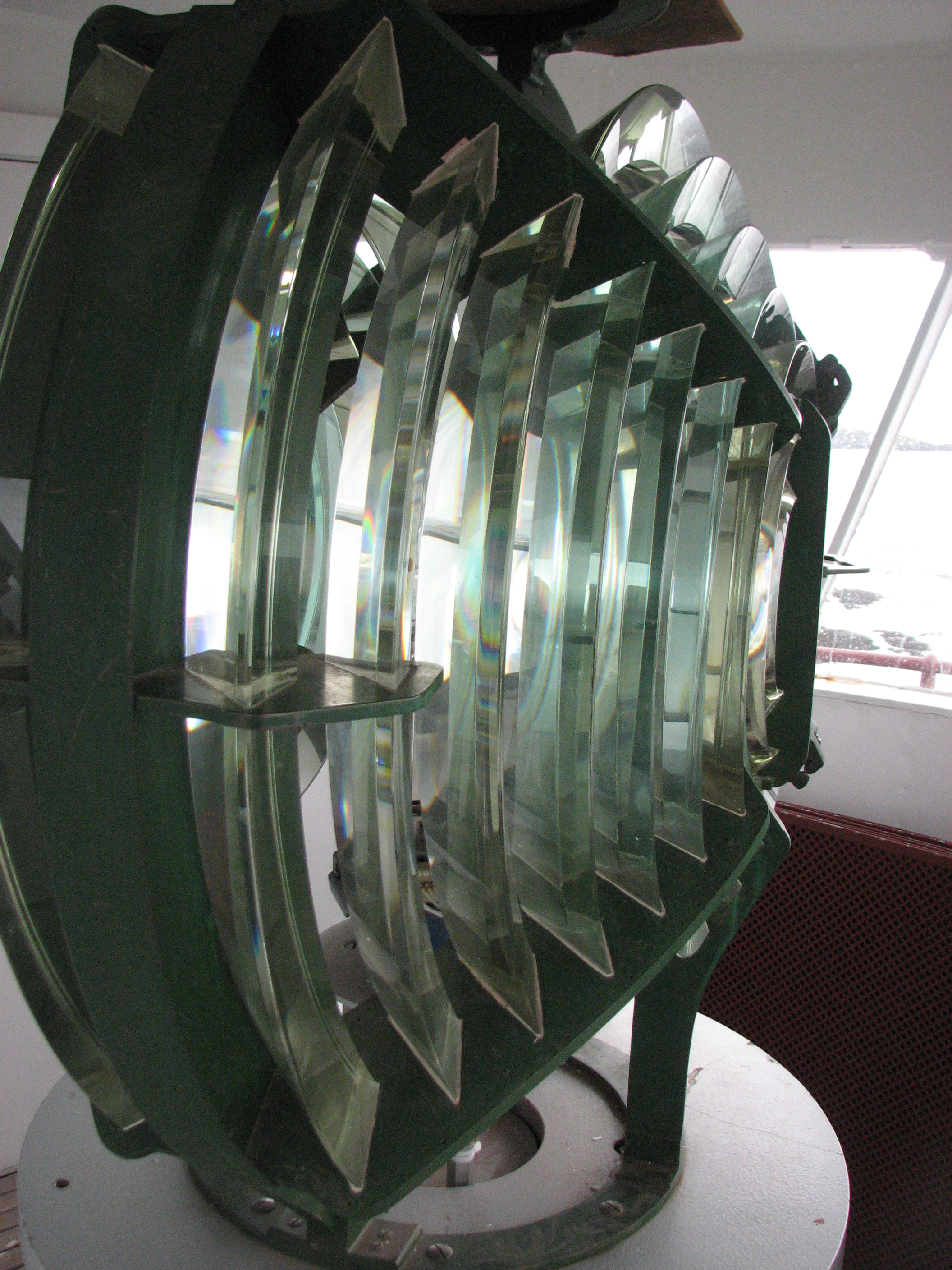
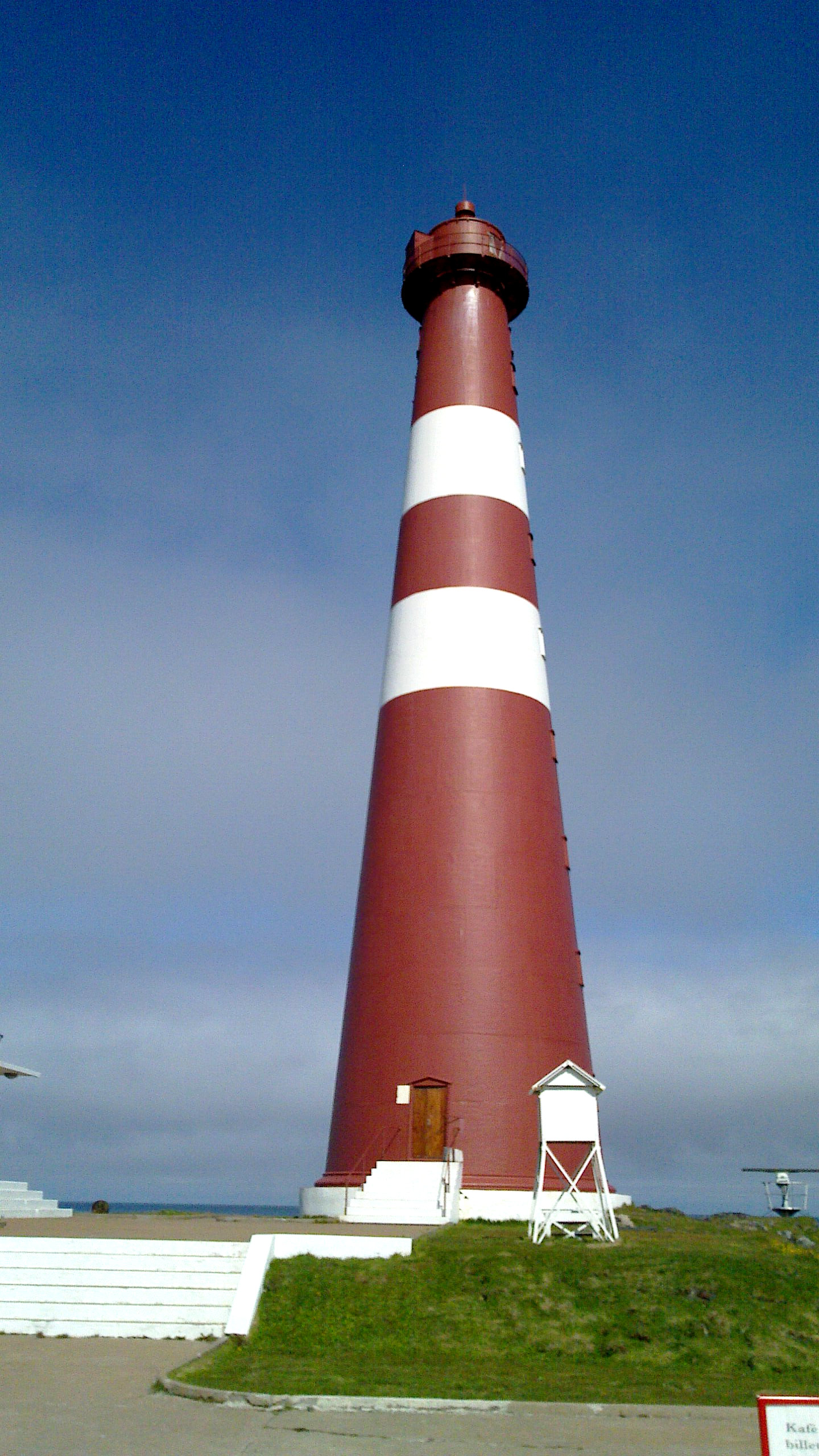